# 165347 Philplait
165347 Philplait (provisorisk beteckning 2000 WG11) är en asteroid i asteroidbältet mellan planeterna Mars och Jupiter. Asteroiden upptäcktes av den amerikanske astronomen Jeffrey S. Medkeff den 23 november 2000 vid Junk Bond Observatory, och fick i mars 2008 namnet  Philplait efter astronomen och vetenskapsförfattaren Phil Plait.
Den tillhör asteroidgruppen Nysa.